# Steinernes Kreuz

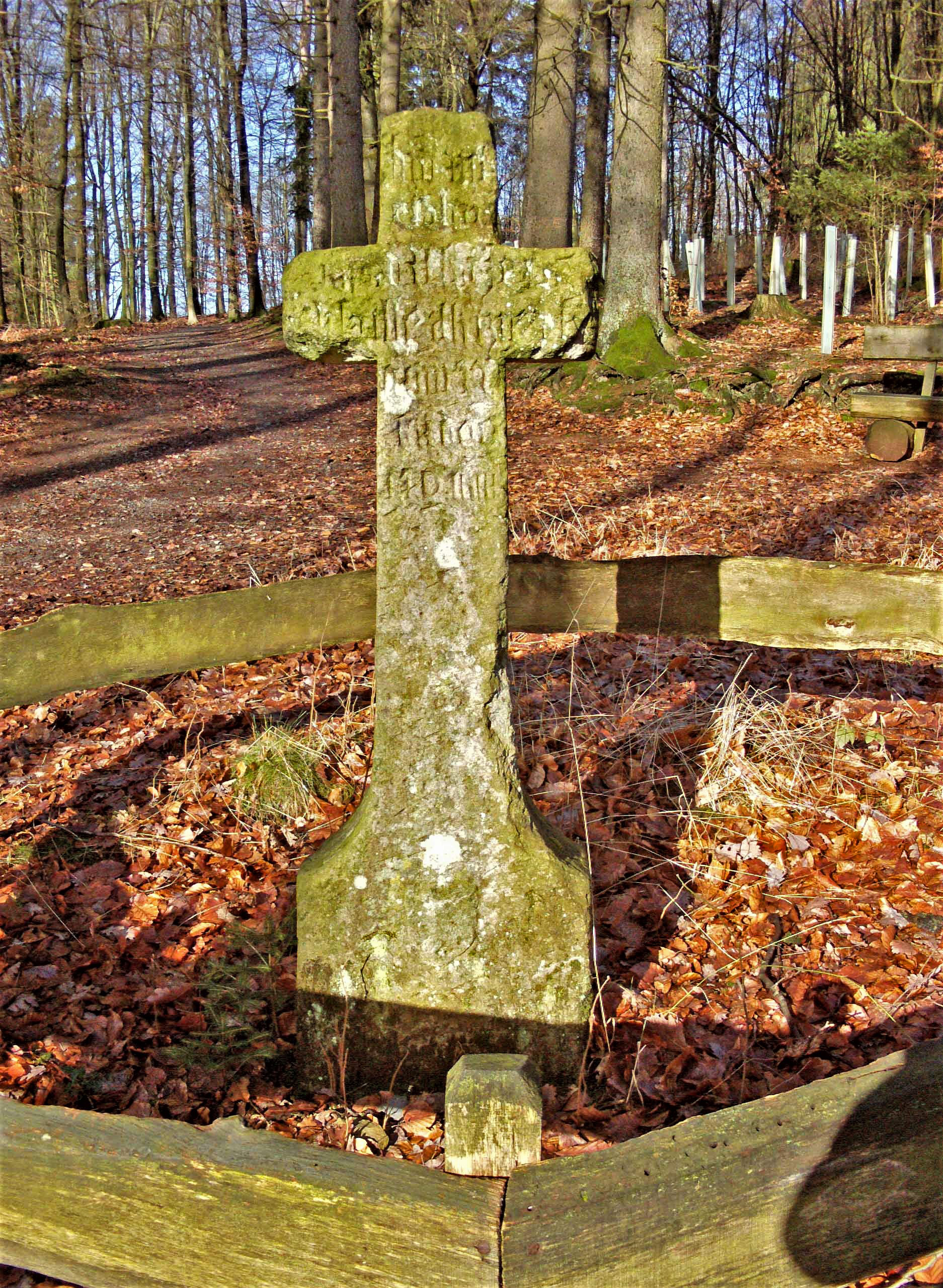
Steinernes Kreuz

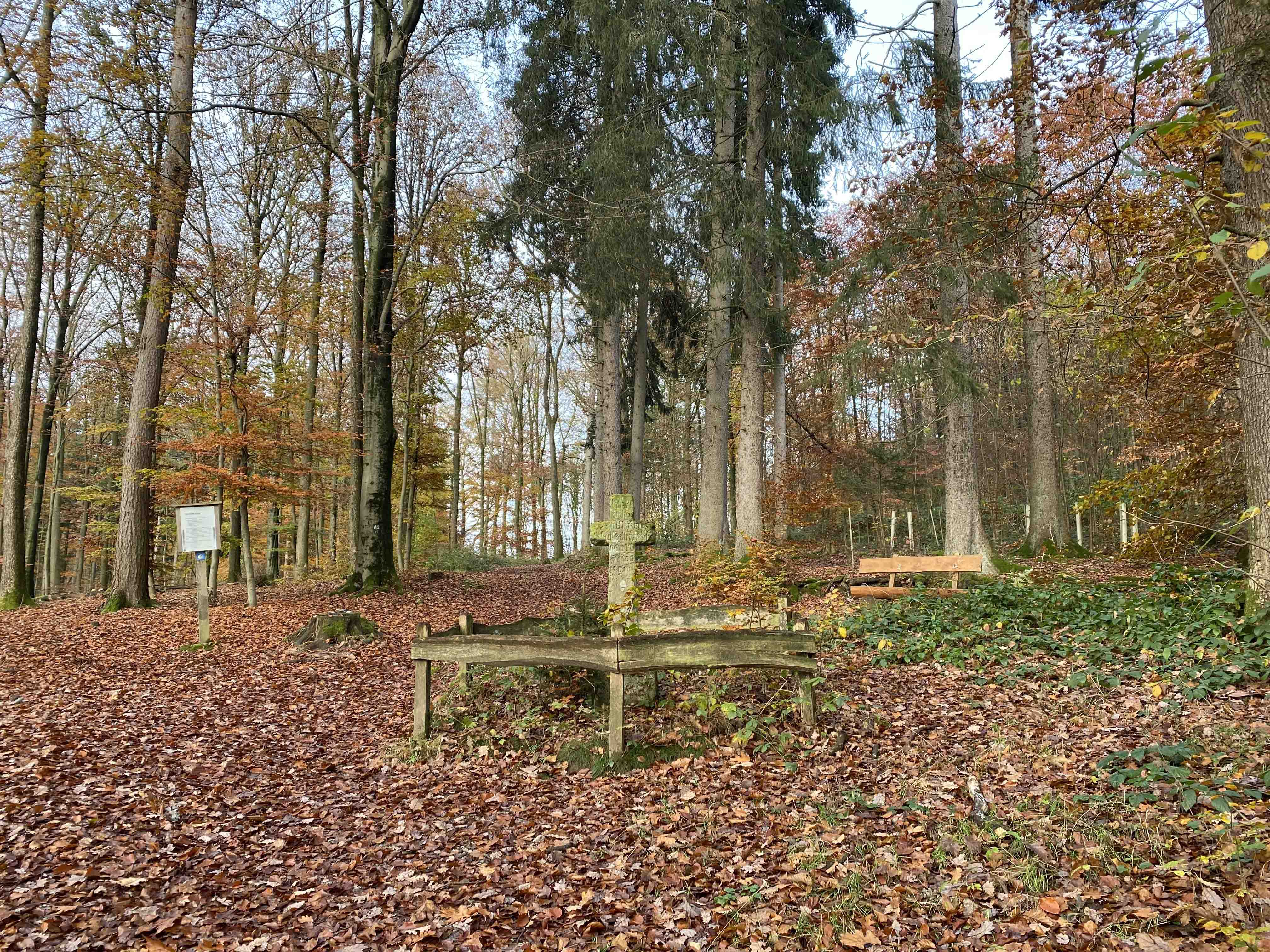

Steinernes  Kreuz ist die landläufige Bezeichnung für ein kleines und recht unscheinbares Mahnmal ganz in der Nähe des Jakobswegs am Nordufer der Remscheider Eschbachtalsperre, dort wo ehemals der alte Heerweg Köln–Dortmund entlangführte und ist am Fußweg zur Hofschaft Birgden I gelegen.
Es trägt die folgende, schon verwitterte Inschrift: „Bitte für die Seele des Herrn Josef Weizels (oder: Waizels), dessen Überfall dieses Kreuz gesetzt ist, zum Gedächtnis an den 17. Oktober im Jahre des Herrn 1554.“ Manche Forscher vertreten auch die Auffassung, dass es sich um das Jahr 1509 handeln müsse.
Der Überlieferung nach soll an dieser Stelle ein Geldbote mit obigem Namen überfallen und getötet worden sein. Sterbend habe er vorbeifliegenden Wacholderdrosseln zugerufen, sie mögen ihn rächen. Einige Kilometer weiter in Bergisch Born hätten die beiden Räuber als Mahlzeit gebratene Wacholderdrosseln, im Bergischen Land auch „Krammetsvögel“ genannt, verspeist und beim Servieren gesagt: „Die werden uns nicht verraten.“ Der Wirt hörte jedoch die Unterhaltung mit und gab die Information über die Tat weiter. 
Auf Grund dieser Unvorsichtigkeit seien beide Verbrecher gefasst, in Köln verurteilt und dort auch durch den Strang hingerichtet worden.
Früher wurde jeweils in der Frühe des Pfingstmontags hier die „Steinern-Kreuzer-Kirmes“ (in der regionalen Mundart „Stienernen-Krützer-Kermße“ genannt) veranstaltet. Historiker vermuten, dass sie sich aus einer Gedächtnisfeier für den hier ums Leben gekommenen Josef Weizel entwickelte. Die Tradition der Kirmes wurde später in Bergisch Born fortgesetzt. Hier fand bis 2012 jeweils am letzten Wochenende im September  die Krammetsvogelkirmes statt.
Das Denkmal steht ein wenig abseits des Durchgangsweges, wird jedoch immer wieder von Passanten aufgesucht.